# 方昂
方昂（1740年—1800年），字坳堂，一字叔驹，一字讱庵，山東歷城縣（今山东濟南市）人，清朝政治人物。

## 生平
乾隆三十六年（1771年）辛卯恩科進士。授刑部主事，迁郎中。乾隆五十四年（1789年），任江西饶州府知府。时安南（今越南）阮光平降，上京觐见，所过州县、驿站均有馈赠，唯方昂拒绝供给，并说：“国家以威德服四夷，非夸以靡丽。”乾隆五十九年（1794年）任江蘇蘇松道。次年，补江宁盐巡道。嘉庆三年（1798年）擢贵州按察使，迁江宁布政使。不久，因病辞官。着有《坳堂诗集》。《清史稿》有傳。

## 延伸阅读
[在维基数据编辑]
 《清史稿/卷336》，出自趙爾巽《清史稿》

## 外部連結
- 方昂 （页面存档备份，存于） 中研院史語所

| 官衔        | 官衔                | 官衔        |
| ----------- | ------------------- | ----------- |
| 前任： 通恩 | 苏松道道员 1794年－ | 繼任： 通恩 |